# Petit autre
Pour les articles homonymes, voir Autre.
 (juillet 2018).
Si vous disposez d'ouvrages ou d'articles de référence ou si vous connaissez des sites web de qualité traitant du thème abordé ici, merci de compléter l'article en donnant les références utiles à sa vérifiabilité et en les liant à la section « Notes et références ».
Le petit autre par opposition à l'Autre, désigne dans le domaine de la psychanalyse lacanienne l'image qui est prise pour autrui.

## Stade du miroir
L'autre est une image, un double spéculaire, un autre moi. 
À partir du stade du miroir, le sujet de l'inconscient se voit en un imaginaire, il se croit être moi, le moi se prend pour le Je. En somme il s'identifie à une image et le moi se constitue d'un ensemble ininterrompu d'identifications. 

## Schéma L
Dans le schéma L, le moi est noté a et l'autre a'.
L'axe aa' est un axe imaginaire.